# エリア・マーケティング
エリア・マーケティングとは経営学用語の一つ。市場を単なる商品売買の場として捕らえるのではなく、顧客の日常の生活空間として捉え、そこから商店の存在する場所に特化した経営を展開していくという経営戦略。そのため地域住民の意識や生活様式を把握し、それらを店舗レイアウトや品揃えや広告活動に反映させていくことになるため、きめ細かな対応を行うということになる。店舗によって地域限定の製品が異なっていたり、関東と関西では食料品の味が異なっている場合などもエリア・マーケティングが行われているからである。